# Marcel Gladek
 (mai 2024).
Marcel Gladek, né le 31 juillet 2005, est un coureur cycliste slovène. 

## Biographie
Chez les juniors, Marcel Gladek devient champion de Slovénie de cyclo-cross à deux reprises. Il intègre ensuite l'équipe continentale Sava Kranj en 2024. Avec cette formation, il crée la surprise en remportant le prologue de l'Istrian Spring Trophy, devant les principaux favoris,. À dix-huit ans, il s'agit de son premier succès acquis sur une compétition inscrite au calendrier de l'UCI. 
En 2025, il devient triple champion de Slovénie sur piste, dans la vitesse, la poursuite par équipes et le kilomètre. 

## Palmarès sur route
- 2024
  - Prologue de l'Istrian Spring Trophy

## Palmarès en cyclo-cross
- 2021-2022
  -  Champion de Slovénie de cyclo-cross juniors
- 2022-2023
  -  Champion de Slovénie de cyclo-cross juniors

## Palmarès sur piste
- 2025
  -  Champion de Slovénie de vitesse
  -  Champion de Slovénie de poursuite par équipes (avec Nejc Komac, Maj Flajs et Grega Podlesnik)
  -  Champion de Slovénie du kilomètre
  - 2e du championnat de Slovénie de vitesse par équipes